# My Sister's Keeper
My Sister's Keeper (traducida como La decisión de Anne, en España; La decisión más difícil, en Latinoamérica) es una película que se estrenó en los Estados Unidos el 28 de junio de 2009, dirigida por Nick Cassavetes y protagonizada por Cameron Diaz, Alec Baldwin, Abigail Breslin, Jason Patric y Sofia Vassilieva, adaptación de la novela My Sister's Keeper, de Jodí Picoult.

## Argumento
Kate Fitzgerald tiene leucemia promielocítica aguda. Como ni sus padres, el bombero Brian y la abogada Sara, ni su hermano mayor Jesse son compatibles genéticamente, el Dr. Chance, el oncólogo de Kate, sugiere la fecundación in vitro de diseño. Anne nació como una hermana salvadora. Comenzando con la extracción de su cordón umbilical al nacer, durante los próximos 11 años, Anne dona órganos, sangre, células madre y tejido compatibles a Kate. La vida de Anne es una de hospitalizaciones, inyecciones de hormona del crecimiento, analgésicos opioides, pastillas para dormir, hemorragias e infecciones. Si bien Sara no tiene reparos en usar el cuerpo de Anna para tratar el de Kate, Brian está más cerca de Anne y tiene dudas sobre cómo la tratan.
A los 15 años, Kate sufre insuficiencia renal y Anne sabe que tendrá que donar uno de los suyos. Se da cuenta de que tener un solo riñón limitará su vida; evitar practicar deportes, beber alcohol, tal vez incluso tener hijos, y ponerla en riesgo en caso de que el único riñón que le queda tenga algún problema. Anne demanda a sus padres por la emancipación médica y los derechos sobre su propio cuerpo. Brian lo comprende, aunque Sara está indignada. El abogado Campbell Alexander acepta representar a Anne como su tutor ad litem, demandando la terminación parcial de la patria potestad. La epilepsia encubierta de Campbell le presta simpatía a su situación.
Los flashbacks detallan la estrecha relación de Kate y Anne y cómo la enfermedad de Kate ha afectado a Jesse, quien se ha escapado de su campamento de verano. Kate conoce a Taylor, un paciente con cáncer, y comienzan a salir. Bailan lentamente en el baile de graduación del hospital para pacientes adolescentes y luego tienen relaciones. 
Unos días después, Kate está molesta porque no ha vuelto a ver a Taylor desde entonces. Al enterarse de que Taylor ha muerto, intenta suicidarse tomando una sobredosis de analgésicos, pero Anne la detiene. Kate expresa la esperanza de que después de morir verá a Taylor. Kate solicita ir a la playa por última vez. Brian obtiene permiso y la da de alta del hospital por el día. Sara exige que Kate sea devuelta al hospital, pero Brian se niega y amenaza con divorciarse de Sara si no se une a ellos. Disfrutan de una última salida familiar. En la audiencia, Jesse revela que Anne en realidad está actuando bajo las instrucciones de Kate. Anne había querido darle a Kate su riñón, pero Kate, que no quería vivir más, la había persuadido para que se negara. Sara se ve obligada a reconocer lo que Kate ha intentado decirle: está lista para morir. Kate muere mientras dormía ese mismo día con su madre a su lado.
Después de la muerte de Kate, Campbell informa que Anne ganó el caso. La familia sigue adelante con sus vidas. Sara, que había dejado de ejercer la abogacía para cuidar de Kate, vuelve a trabajar, Brian se retira de la lucha contra incendios y asesora a jóvenes con problemas, y Jesse recibe una beca de arte en Nueva York. Anne revela que todos los años, en el cumpleaños de Kate, van a Montana, que era su "lugar más favorito del mundo". Concluye que no nació simplemente para salvar a su hermana, nació porque tenía una hermana y que su relación continúa incluso en la muerte.

## Reparto
- Cameron Diaz - Sara Fitzgerald. Es la madre de Kate, Jesse y Anna. Dejó su trabajo de abogada para cuidar de Kate. Concibe a Anna en un intento de salvar a su hija mayor.
- Alec Baldwin - Campbell Alexander. Es el abogado que contrató Anna. Aceptó el caso, no por la autoridad de Anna, sino porque sabía lo que era no poder controlar su cuerpo, ya que él es epiléptico.
- Abigail Breslin - Anna Fitzgerald. Es la hija pequeña de la familia. Desde que nació, la usan para trasplantes o donaciones para su hermana, Kate; pero a los 11 años, Anna quiere tomar las decisiones de su propio cuerpo.
- Sofia Vassilieva - Kate Fitzgerald. Es la hija mediana. A los 2 años le descubrieron que tenía cáncer. Por esta razón nació Anna, para salvar su vida. Pero Kate le recuerda muchas veces a Anna que diga que no quiere hacerlo más, solamente para que la dejen morir.
- Jason Patric - Brian Fitzgerald.  Es el padre de Kate, Anna y Jesse. Es un hombre tranquilo y pacífico con respecto a la enfermedad de su hija Kate. Sabe que su hija se está muriendo, y quiere aprovechar al máximo para estar a su lado.
- Evan Ellingson - Jesse Fitzgerald. Es el hermano mayor de Kate y Anna. Sufrió de Dislexia y déficit de atención cuando Kate fue internada. De actitud inquieta pero cariñosa.

## Taquilla
La película se estrenó en el número cinco con aproximadamente $12,442,212 el fin de semana, por detrás de Transformers: la venganza de los caídos, La propuesta (segundo fin de semana), The Hangover (cuarto fin de semana), y duró así hasta el quinto fin de semana. A partir del 4 de agosto de 2009, la película ha recaudado $46,995,753 en el país, con una ganancia adicional de $11,430,493 de los mercados extranjeros por un total de $ 58,426,246 en todo el mundo.

## Premios
| Año  | Premio                                            | Categoría                                  | Destinatario       | Resultado |
| ---- | ------------------------------------------------- | ------------------------------------------ | ------------------ | --------- |
| 2009 | Teen Choice Award ganador del juego de la galleta | Elección de película de drama en el verano | My Sister's Keeper | Ganó      |

## Países donde se ha transmitido
| Fecha de transmisión     | Cadena               | Canal | Horario  | País  | País             |
| ------------------------ | -------------------- | ----- | -------- | ----- | ---------------- |
| 1 de enero de 2020       | Andina de Televisión | 9     | 08:00 pm | Perú  | Bandera de Perú  |
| 12 de septiembre de 2021 | TVN                  | 7     | 07:30 pm | Chile | Bandera de Chile |

|-
|26 de febrero de 2023
|Golden
|30
|10:30 PM
|México
|